# پاپ کلیسای ارتدوکس قبطی
پاپ کلیسای ارتدوکس قبطی (قبطی: Ⲡⲁⲡⲁ) همچنین به عنوان اسقف اسکندریه شناخته می‌شود، رهبر کلیسای ارتدکس قبطی، با ریشه‌های مسیحی باستان در مصر است. دارنده فعلی این سمت پاپ توادروس دوم است که در ۱۸ نوامبر ۲۰۱۲ به عنوان یکصد و هجدهمین پاپ انتخاب شد.